# Châteauneuf-sur-Isère
Châteauneuf-sur-Isère település Franciaországban, Drôme megyében. Lakosainak száma 4159 fő (2022. január 1.). Châteauneuf-sur-Isère Alixan, Beaumont-Monteux, Bourg-de-Péage, Bourg-lès-Valence, Pont-de-l’Isère, La Roche-de-Glun, Romans-sur-Isère, Saint-Marcel-lès-Valence és Granges-les-Beaumont községekkel határos.

## Népesség
A település népességének változása:
| Lakosok száma | 2167 | 2591 | 3031 | 3584 | 3770 | 3839 | 3875 | 3945 | 3988 | 4159 |
|               | 1968 | 1982 | 1990 | 2006 | 2013 | 2015 | 2017 | 2019 | 2020 | 2022 |